# Grupo Desportivo e Recreativo do Libolo
El Grupo Desportivo e Recreativo do Libolo és un club de futbol de la ciutat de Calulo, a la província de Cuanza-Sul, Angola. Els seus colors són el blau i el taronja.

## Palmarès
- Lliga angolesa de futbol: [2][3][4]
  - 2011, 2012, 2014, 2015

- Copa angolesa de futbol: 
  - 2016

- Supercopa angolesa de futbol: [5][6]
  - 2015, 2016